# Бомбарда (музика)
Бомба́рда (брет. bombard, talabard, італ. bombarda, від лат. bombus — «громовий звук», лат. ardere — «горіти») — духовий музичний інструмент з подвійною тростиною з родини конічних гобоїв, що використовується в бретонській музиці. Гравця на бомбарді називають талабардером (брет. talabarder).
Первісно назва бомбарда у Франції стосувалася помортів, які використовувалися в музиці епохи Ренесансу та Бароко. Ці інструменти вийшли з ужитку у пізньому бароко, однак у Бретані традиція гри на бомбарді збереглася донині.
Характерний звук бомбарди дуже потужний і вимогливий до фізичного зусилля виконавця, тому потребує регулярних пауз. З цієї причини бомбарда рідко використовується соло — зазвичай її поєднують з інструментом біньу кож (бретонська волинка) або у складі бретонського ансамблю багад. У жодному іншому кельтському регіоні волинка не супроводжується таким потужним інструментом із подвійною тростиною.

## Історія
Бомбарда належить до великої родини інструментів із подвійною тростиною, що походить від шоломій та помортів. Шоломія, у свою чергу, має витоки в іспано-мавританських інструментах часів ісламського панування.
Бомбарда грає в нетемперованому строї. Ще з епохи Ренесансу музиканти намагалися поєднати здатність транспонувати в різні тональності з чистотою інтервалів. Лише в гобої ця еволюція досягла темперованого строю. У Франції традиційні духові інструменти співіснували з гобоєм, однак поступово зникли з вжитку — за винятком бомбарди, яка збереглася в Бретані.
На початку ХХ століття кількість виконавців на бомбарді та біньу кож значно зменшилась. Проте в 1970-х роках ці інструменти отримали новий поштовх у зв'язку з відродженням бретонської культури. Популярність музиканта Алена Стівеля (Alan Stivell), поширення традиційних свят fest-noz та конкурсів народної музики сприяли цьому процесу. Організації SKV (Sonerien ha Kanerien Vreizh) та Dastum розпочали систематичний збір мелодій, пісень, маршів і танців, а також архівування культурної спадщини Бретані, починаючи з 1972 року.

## Конструкція
Інструмент складається з трьох основних частин:
- Мелодичної трубки (корпусу) — злегка конічна, з 6–7 отворами спереду (або більше, якщо використовуються клапани). Виготовляється з твердих порід деревини, таких як самшит, слива, маракуйя, палісандр або ебен. Може мати декоративні вставки з олова, рогу, дерева або слонової кістки.
- Розтруба — виготовляється зазвичай з того самого дерева, має широку відкриту форму і приєднується до нижньої частини корпусу.
- Мундштука — утримує подвійну тростину, яка нині виготовляється з очерету (у минулому також з самшиту, кори ожини або навіть кістки). Тростину обтискають губами при грі.

Існують бомбарди різних розмірів і строїв. Найчастіше вони мають стрій B (сі-бемоль) і охоплюють дві діатонічні октави — це відповідає строю шотландської волинки (Great Highland Bagpipe), яка також використовується у Бретані (у Шотландії вона зазвичай налаштована на півтону нижче — в A).
Також існують інструменти з основними тонами F, G, Gis, A, B, C, D — залежно від репертуару та контексту виконання.

## Техніка гри
Як і більшість духових інструментів, бомбарда тримається так, що ліва рука розташована зверху, а права — знизу. Інструмент тримають під прямим кутом до обличчя або з невеликим нахилом вниз.
Висота тону залежить від кількості відкритих отворів: чим більше отворів відкрито, тим вищий звук. Найнижча нота досягається при закритих усіх отворах. Інші ноти витягуються шляхом поступового відкривання отворів спершу правою, а потім лівою рукою.
Подвійна тростина, на яку безпосередньо накладають губи, є делікатним компонентом, її зазвичай виготовляють вручну. Жорстка тростина потребує зусиль для звуковидобування, але з часом стає м’якшою. М’яка тростина легше в грі, але швидко зношується, якщо нею не користуються обережно.